# Mes premières Belles Histoires
Mes premières Belles Histoires (Tralalire jusqu'en 2019) est un magazine français pour les enfants de 2 à 5 ans, publié par Bayard Presse.

## Description
Chaque numéro commence par la proposition d'une ritournelle puis une courte histoire, Bienvenue chez Cacahouète, Pouët-Pouët et Patatras (dessinée par Tor Freeman), qui présente le contenu du magazine. Les mêmes personnages réapparaissent sur plusieurs autres pages, dont la double page finale : Bonne Nuit avec Cacahouète, Pouët-Pouët et Patatras.
Le magazine contient aussi deux courtes bandes dessinées : Lou le loup (dessins de Catherine Proteaux) et Atchoum Tchà (scénario et dessins de Jennifer Dalrymple). Une « grande histoire » et une « petite histoire », dont les auteurs varient à chaque numéro, complètent le magazine.